# Олимпов, Константин Константинович
Константи́н Константи́нович Олимпов (настоящая фамилия Фо́фанов) (19 сентября [1 октября] 1889, Санкт-Петербург, Российская империя — 17 января 1940, Омск (возможно, Барнаул), РСФСР, СССР) — русский поэт, один из создателей эгофутуризма.

## Биография

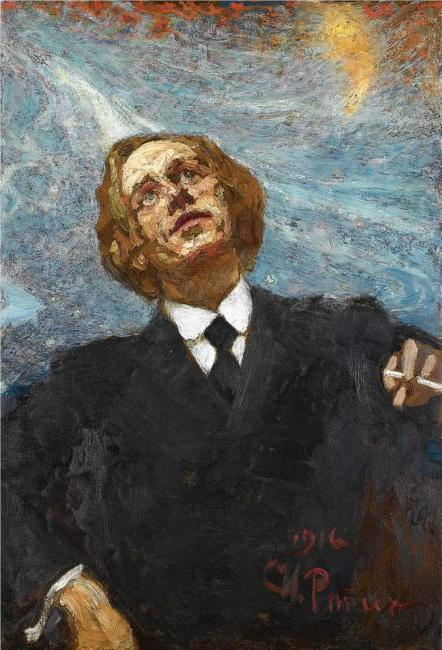
Портрет работы И. Е. Репина, 1916

Сын известного поэта К. М. Фофанова (1862—1911), был вторым ребёнком в семье. Родился в Санкт-Петербурге, детство провёл в Гатчине.
В 1907 году окончил петербургское реальное училище П. Г. Ольденбургского. В 1908—1910 годах был вольнослушателем Петербургского археологического института.
C 1912 года публиковал свои стихи, был одним из наиболее последовательных представителей эгофутуризма.
C восторгом встретил Октябрьскую революцию 1917 года и пошёл добровольцем в Красную Армию.
Позже был коробейником, работал на бойне, в середине 1920-х годов был управдомом, в 1930 году — чернорабочим на одном из ленинградских заводов.
19 сентября 1930 года был арестован по делу об «антисоветской группировке среди части богемствующих писателей города Ленинграда», а 2 января 1931 года осуждён на три года ИТЛ. В феврале 1931 года был осуждён повторно по делу «антисоветской нелегальной группы литераторов „Север“» на 10 лет. 17 августа 1938 года освобождён.
Поселяется в Барнауле (по данным его сестры Екатерины). Скончался в Барнауле (по другим данным, в Омске) 17 января 1940 года, в полной нищете и забвении.

### Адреса в Петербурге
- Большая Пушкарская улица, дом № 28.

## Творчество

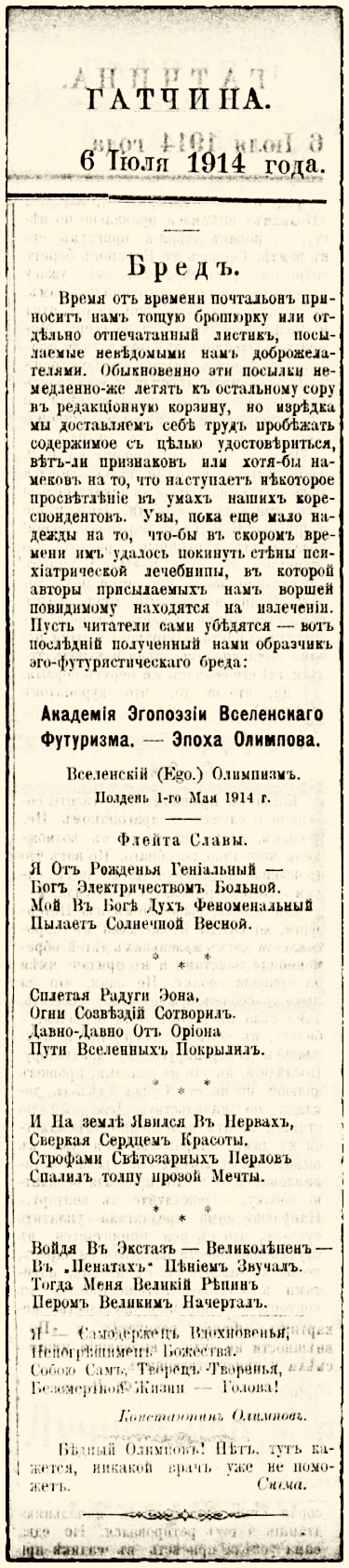
Поэза Олимпова К. К. опубликованная в газете «Гатчина» с комментарием редакции.

В октябре 1911 года вместе с Игорем Северянином создал кружок и издательство «Эго».
В марте 1912 года это издательство выпустило в виде листовки первый сборник стихов Олимпова «Аэропланные поэзы. Нервник 1. Кровь первая». В сентябре того же года начались разногласия между Олимповым и Северянином за право считаться основателем эгофутуризма, приведшие к выходу последнего из «Академии эгопоэзии» и её фактическому распаду. Сам Олимпов писал:

Ключ возникновения футуризма в России лежит в первом моем печатном выступлении.

Критиками отмечается, что Олимпов наиболее последовательно среди всех эгофутуристов придерживался теоретических положений «вселенского эгофутуризма» (происхождение слова: «Бессмертие в вечности» + «Alter Ego» Фофанова + Футуризм и — обобщение — «Вселенский Эго-Футуризм»), используя неологизмы и иностранные слова и имитируя салонную манеру Северянина. Корней Чуковский считал Олимпова «первым учеником Северянина», а Давид Бурлюк в своих мемуарах, напротив, утверждал, что у «несчастного сына Фофанова» Северянин «многое позаимствовал, правда, усилив и по-северянински подчеркнув».
После распада «Академии» Олимпов не стал входить в созданную И. Игнатьевым «Интуитивную ассоциацию эгофутуризма», хотя выпустил в издательстве этой ассоциации «Петербургский глашатай» книгу стихов «Жонглёры-нервы» (1913). Позднее вышла серия его листовок со стихотворениями и декларациями — «Глагол Родителя Мироздания. Негодяям и мерзавцам» (1916), «Проэмий Родителя Мироздания. Идиотам и кретинам» (1916), «Исход Родителя Мироздания» (1917), «Паррезия Родителя Мироздания» (1917).
В своих стихах Олимпов до крайности довёл эгофутуристический культ личности:

Я От Рожденья Гениальный…
— «Флейта славы»

Пусть будет известно на клубных подмостках,

Я выше Бога Сверкаю Венцом.
— «Исповедь Футуриста»
Поэт отождествлял себя с Творцом Вселенной, противопоставлял христианству новую, созданную им, религию — «олимпианство», которое призвано вести человечество к науке. Его произведения наполнены самовосхвалением, космическими видениями, гиперболами. Примером этого может служить «Феноменальная Гениальная Поэма Теоман Великого Мирового Поэта К.Олимпова», в которой эволюция жизни во Вселенной определяется стремлением к идеалу, а идеалом провозглашается сам Олимпов. Поэма была опубликована в 1915 году и немедленно конфискована, вероятно, потому, что автор отождествлял себя с Богом.
Интересно, что свойственное эгофутуристам гипертрофированное самовосхваление соседствовало в его творчестве с обращением к читателям с просьбой о денежной помощи. Одно из его произведений сопровождалось словами:

Человечество не может себе представить, что Великий Мировой Поэт Константин Олимпов не в состоянии заработать даже одной тленной копейки, чтобы приобрести себе насущных макарон для поддержания своей планетной оболочки. Он умирает от голода и нищеты.

Перу Олимпова принадлежат также листовки «Отдых 1», «Эпоха Олимпова» и теоретическая книга «Академия эгопоэзии Вселенского футуризма» (Рига, 1914).
В начале 1920-х годов Олимпов, вместе с молодыми поэтами-братьями Борисом и Владимиром Смиренскими, пытался возродить литературное направление эгофутуризма. Созданная ими в Ленинграде группа (в неё, кроме упомянутых, входили Константин Вагинов, Грааль-Арельский, Дмитрий Дорин, Александр Измайлов), названная «Кольцо поэтов имени Константина Фофанова», занималась издательской деятельностью и проводила поэтические вечера. В 1922 году Олимпов опубликовал в Петрограде своё произведение «Анафема Родителям Мироздания» и книгу «Третье Рождество великого мирового поэта Титанизма Великой Социальной Революции Константина Олимпова, Родителя Мироздания». В сентябре 1922 года группа «Кольцо поэтов» была закрыта по распоряжению Петроградского ЧК.
В конце 1920-х годов Олимпов снова объявил о воссоздании «Академии эгопоэзии», куда кроме него и Смиренских, вошёл также поэт Н. Позняков. В 1930 году власти опять заинтересовались участниками «Академии»: её члены, в том числе Олимпов, проходили по делу ОГПУ против «части богемствующих артистов города Ленинграда».

## Архив
В Российском государственном архиве литературы и искусства хранится личный фонд К. К. Олимпова, в нём собрано 157 единиц хранения за 1902—1938 годы.
В фонд включены 40 рукописей, среди них: множество стихотворений, несколько очерков, дневник, автобиография, многие материалы о жизни и творчестве отца, переписка с сестрой А. К. Фофановой.
Также здесь находятся переписки Константина Константиновича, среди корреспондентов — И. В. Игнатьев, С. А. Венгеров, И. Северянин, В. Я. Брюсов и другие; уставы и программы «Академии Эгопоэзии», «Института школы Вселенского Эгофутуризма». Хранится в фонде и альбом с автографами и рисунками, оставленными Олимпову, среди них портреты поэта кисти И. К. Пархоменко (б. д.) и И. Е. Репина (1913), несколько фотографий.